# قائمة زملاء الجمعية الملكية المنتخبين في 1922
هذه الصفحة تعرض قائمة زملاء الجمعية الملكية المُنتخبين لعام 1922.None

## الزملاء
- Alfred James Ewart [الإنجليزية]‏
- James Mercer (mathematician) [الإنجليزية]‏
- George Adolphus Schott [الإنجليزية]‏
- Arthur Hutchinson (mineralogist) [الإنجليزية]‏
- Stewart Ranken Douglas [الإنجليزية]‏
- Frank Lee Pyman [الإنجليزية]‏
- Marcus Seymour Pembrey [الإنجليزية]‏
- Thomas Hastie Bryce [الإنجليزية]‏
- Claude Gordon Douglas [الإنجليزية]‏